# Bénédicta

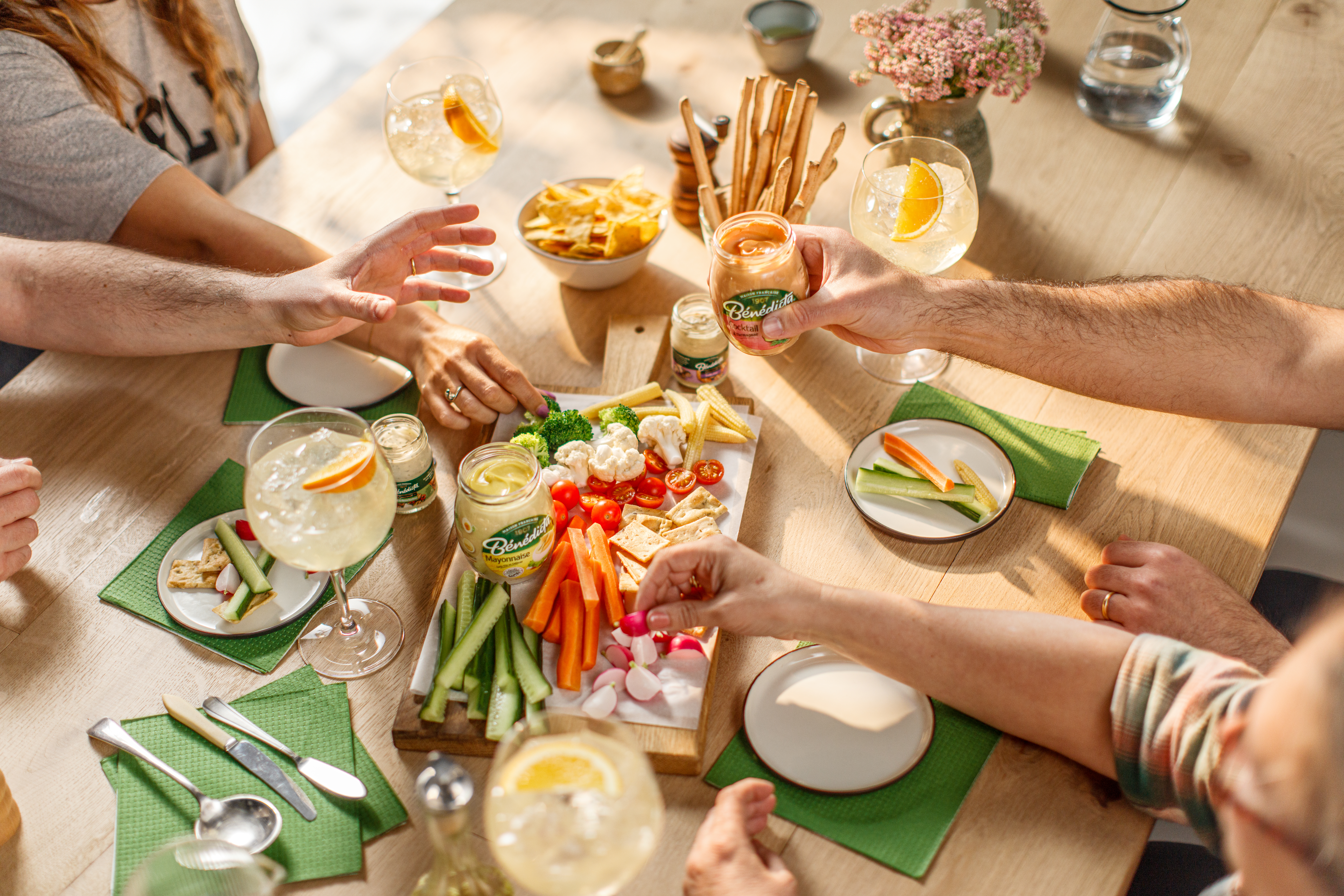
Bénédicta

Bénédicta (anciennement Bénédictin) est une marque commerciale spécialisée dans la fabrication de mayonnaises, de sauces culinaires et de sauces salades, appartenant au groupe Kraft Heinz. La gamme Bénédicta compte 23 recettes et 35 références différentes. Tous ces produits sont fabriqués dans l'usine Bénédicta historique de Seclin, dans les Hauts-de-France, depuis 1907.

## Historique
Le 22 avril 1907, Prosper Eeckman (1884-1956), originaire du nord de la France, achète une vinaigrerie à Seclin et se lance dans la commercialisation de bouteilles d'huiles et de vinaigre. La vinaigrerie produisait près de 3 000 hectolitres de vinaigre par an. 
Dès 1910, il entreprit une modernisation des équipements et un développement des moyens de production pour permettre de doubler la production.
Prosper Eeckman ajoute par la suite la commercialisation des huiles que les gens venaient acheter en fût, malgré un concurrent bien en place avec la famille Ducatillon qui commercialisait son huile sous la marque "Des chartreux" (huile de Chartreux).
À cette époque, tout ce qui se référait aux fabrications monastiques avait une connotation de qualité. En 1911, Prosper Eeckman dépose alors la marque "des Bénédictins", en référence à la religion catholiques et aux moines bénédictins, pour la vente des huiles en bouteilles de verre, une véritable innovation emballage pour l'époque.
Un réseau de représentants exclusif est créé permettant à la marque de se développer dans toute la région.
En 1934, la production de vinaigre des Bénédictins atteint les 20 000 hectolitres. C'est le moment que choisit Prosper Eeckman pour lancer la fabrication de vinaigre de vin.
En 1937, l'affaire de Prosper Eeckman, qui jusque-là était personnelle, est transformée en SARL sous la dénomination les « Établissements Eeckman ».
La marque apprend à survivre en temps de guerre. Sa production va même jusqu’à s’arrêter pendant l’occupation et son activité diminue à cause du rationnement jusqu’en 1945.
À la sortie de la guerre, Prosper Eeckman revoit ses sources d'approvisionnement et prend une participation dans une huilerie du Niger qui presse les graines d'arachide. L'huile brute et raffinée à Seclin servira à la fabrication exclusive de l'huile des Bénédictins.
En 1956, son fils Jean Eeckman (1913-1995), second d'une fratrie de quatre enfants, reprend l'affaire.
À l’approche des années 60, avec l’émancipation des femmes, la marque « Bénédictin » se modernise et se féminise. C'est ainsi qu'elle devient « Bénédicta » en 1957. Elle concentre son activité sur la fabrication et la vente de mayonnaises et de sauces. Bénédicta lance ainsi sa toute première mayonnaise en tube la même année.
L'entreprise se rapprochera de l'entreprise néerlandaise Duyvis pour former Mayolande en 1957, une entreprise détenue pour moitié par Duyvis et pour l'autre moitié par les Etablissements Eeckman.
En 1961, la marque se lance sur le marché des sauces salades, et en 1965 Bénédicta sort sa première gamme de sauces culinaires.
En 1977, Azko rachète Duyvis, puis en 1988, Mayolande passe sous le giron de Douwe Egberts, filiale de la multinationale Sara Lee qui possède également en France la marque Maison du Café. En 1991, Sara Lee cède Bénédicta à Astra Calvé[2], filiale d'Unilever possédant entre autres les marques Puget et Fruit d'Or.
Mais en 1999, Unilever rachète Amora Maille et la commission européenne l'oblige à céder Bénédicta[3]. En décembre 2000, Bénédicta est rachetée selon le mécanisme du LBO par Barclays Private Equity, filiale de capital-investissement de la banque Barclays (renommée Equistone Partners Europe en 2011)[4]. En 2005, un second LBO est réalisé par Axa Private Equity. Enfin, en 2008, elle passe sous le contrôle de Heinz[5]. Cette dernière est aujourd'hui une filiale de Kraft Heinz.
Depuis 2017, la marque propose une moyenne de deux innovations par année, c'est ainsi qu'aujourd'hui Bénédicta offre une large gamme de sauces culinaires, de mayonnaises, et de sauces salades, ce qui représente 23 recettes et 35 références différentes.  Bénédicta a à cœur de "faire vivre la convivialité à toutes les tables " en rassemblant les Français autour de repas généreux, authentiques et chaleureux.

## Organisation
Le siège de l'entreprise est situé à Paris La Défense. L'usine est située à Seclin, berceau historique de la marque. 